# Епархия Балсаса
 Епархия Балсаса  (лат. Dioecesis Balsensis) — епархия Римско-Католической церкви с центром в городе Балсас, Бразилия. Епархия Балсаса входит в митрополию Сан-Луиш-до-Мараньяна.

## История
20 декабря 1954 года Римский папа Пий XII выпустил буллу «Quo modo sollemne», которой учредил Территориальная прелатуратерриториальную прелатуру Санту-Антониу-ди-Балсаса, выделив её из епархии Кашиас-ду-Мараньяна. 3 октября 1981 года Римский папа Иоанн Павел II издал буллу «Institutionis propositum», которой преобразовал территориальную прелатуру Санту-Антониу-ди-Балсаса в епархию Балсаса.

## Ординарии епархии
- епископ Diego Parodi (9.05.1959 — 1966)
- епископ Rino Carlesi (12.01.1967 — 15.04.1998)
- епископ Gianfranco Masserdotti (15.04.1998 — 17.09.2006)
- епископ Enemésio Ângelo Lazzaris (12.12.2007 — по настоящее время)

## Источник
- Annuario Pontificio, Ватикан, 2007
- Булла Quo modo sollemne, AAS 47 (1955), p. 206  (лат.)
- Булла Institutionis propositum  (лат.)